# Le merle noir
Le merle noir ("Solsorten") er et stykke kammermusik af den franske komponist Olivier Messiaen for fløjte og klaver. Det blev skrevet og uropført i 1952 og er komponistens korteste selvstændigt udgivne værk, idet det blot varer lige over fem minutter. Dette værk er blevet en væsentlig del af det franske repertoire for fløjte og klaver.[kilde mangler] Kompositionen blev lavet som bestillingsarbejde til den bundne opgave ved fløjtekonkurrencen på Conservatoire de Paris, hvor Messiaen var professor. Vinderne af førsteprisen i fløjtekonkurrencen det år var Daniel Morlier, Jean Eustache, Jean Ornetti, Régis Calle og Alexander Murray. Messiaen havde en altopslugende livslang interesse for ornitologi og i særdeleshed fuglesang. Selvom det ikke var det første af Messiaens værker, der indlemmende stilliseret fuglesang, var Le merle noir det tidligste af hans stykker, der var baseret primært på fuglesang, og det varslede om Messiaens senere, mere udvidede fuglesangsinspirerede stykker.